# Biotattoo
Biotattoo oder Temptoo (aus temporär und Tattoo) ist die Marketingbezeichnung von manchen Kosmetikern und Pigmentierern für eine reguläre Tätowierung, die mit Techniken des Permanent Make-ups angefertigt wird.
Das Grundprinzip ist dasselbe wie das einer gewöhnlichen Tätowierung, nur mit dem Unterschied, dass Biotattoos bzw. Temptoos mit Nadeln und Farben gestochen werden, die für Permanent Make-up gedacht sind. Die Praxis, solche Tätowierungen anzufertigen, kam in den 1990er Jahren auf. Es wurde und wird noch immer damit geworben, dass die Farbe nur in Hautschichten eingebracht würde, die sich ständig natürlich erneuern. Dadurch würde ein solches Tattoo nur wenige Monate oder Jahre sichtbar sein. Diese obersten Hautschichten, die der Epidermis, erneuern sich jedoch schon innerhalb von ca. vier Wochen. Die darunterliegende Lederhaut aber unter normalen Bedingungen nie.
Die Biotattoos sind sowohl unter Tätowierern als auch Pigmentierern umstritten, da es dem Anfertigenden fast nie gelingt, nur in die oberen Hautschichten zu stechen. Daraus resultiert, dass das Tattoo eben nicht nach einer gewissen Zeit verschwindet und man somit ein permanentes Tattoo hat. Selbst wenn nur die obersten Hautschichten getroffen würden, hielten diese nur Wochen und nicht Monate (vgl. Mehndi). Es kann daher auch vorkommen, dass nur Teile des Tattoos abgebaut werden und andere Teile noch zu sehen sind.